# أنكه فوكس
أنكه فوكس (بالألمانية: Anke Fuchs) (و. 1937  م) هي سياسية ألمانية، ولدت في هامبورغ، هي عضوةٌ الحزب الديمقراطي الاجتماعي الألماني، شاركت في الانتخابات الرئاسية الألمانية 1999 ‏.

## مناصب
تولت منصب عضو في البوندستاغ الألماني (4 نوفمبر 1980–29 مارس 1983)
- سكرتير برلماني في ألمانيا  [لغات أخرى]‏
- عضو مجلس الشورى الموحد من ولاية سكسونيا
- عضو البرلمان هامبورغ.

## جوائز
حصلت على جوائز منها:
- الصليب الأكبر من وسام استحقاق جمهورية ألمانيا الاتحادية.

## روابط خارجية
- أنكه فوكس على موقع مونزينجر (الألمانية)